# 大幹部 ケリをつけろ
『大幹部 ケリをつけろ』（だいかんぶ けりをつけろ）は、1970年9月1日に公開された日本の映画である。監督は小澤啓一。主演は渡哲也。日活制作。渡哲也の大幹部シリーズ第2弾。

## あらすじ
足を洗うことを条件に朝倉は高畑殺しを命じられたが、失敗した上に2年の刑を受けた。出所した時には大矢根組は潰れ、代わりに新興暴力団・北洋会が大矢根組の縄張を仕切っていた。

## キャスト
- 朝倉竜次：渡哲也
- 葉子：大原麗子
- 水村ユカ：范文雀
- 玉川：内田良平
- 牧村：今井健二
- 本田：青木義朗
- 中里：地井武男
- 木戸：睦五朗
- 大矢根：植村謙二郎
- 及川辰夫：浜田晃
- マリ：高樹蓉子
- サブ：長浜鉄平
- 新平：天坊準
- 北洋会幹部：木島一郎
- 高畑：久遠利三
- リサイクルショップの主人：小泉郁之助
- ノミ屋の客：高野誠二郎
- バーのマダム：橘田良江
- 女将：鈴村益代
- 不動産屋の主人：白井鋭
- 北洋会組員：本目雅昭、中平哲仟
- 玉川の側近：高橋明
- 北洋会組員：溝口拳、小島克己、大前田武
- 玉川の愛人：牧まさみ
- 北洋会組員：青木敏夫
- ：高本一夫
- ：大泉隆二
- 北洋会組員：谷口芳昭、庄司三郎
- 刺青：河野弘
- 技斗：渡井嘉久雄

## スタッフ
- 監督：有村道宏
- 脚本：大江原正泰、中西隆三
- 企画：園田郁毅
- 音楽：小杉太一郎

## 同時上映
『野良猫ロック セックス・ハンター』
- 脚本：大和屋竺、藤井鷹夫、長谷部安春 / 監督：長谷部安春 / 主演：梶芽衣子 / 日活製作・ダイニチ映配配給
- 『野良猫ロック』シリーズ第3作。

## 映像ソフト
- 1988年4月25日に日活からこの作品のビデオソフトが発売された（規格：VHS、廃盤）。